# Сковорода (гітара)
«Сковорода» — найперша в світі електрична гавайська гітара і одна з найперших електрогітар взагалі (поряд зі Stromberg Electro 1928 року). Джордж Бошам створив цей музичний інструмент 1931 року, а згодом їх почала виготовляти компанія Rickenbacker Electro. Офіційна назва гітари — Rickenbacker Electro A-22, а «сковородою» її прозвали через круглий корпус і довгий гриф, що роблять її схожою на сковороду.
Інструмент виник завдяки популярності гавайської музики в 1930-х роках. Корпус інструмента, разом з грифом, відлитий з алюмінію, а звукознімач являє собою пару підковоподібних магнітів навколо струн. Бошам та інженер Адольф Рікенбахер розпочали торгувати цими гітарами в 1932 році, але Бошам не міг отримати патент на свій винахід до 1937 року, що дозволило іншим компаніям виготовляти електрогітари одночасно з ними.

## Історія
В 1930-х роках гавайська музика набула широкої популярності в США. Головним інструментом, що створював мелодію, була гітара. Але гучність звуку акустичної гітари була недостатньою для великих аудиторій. Бішамп, який був ентузіастом і виконавцем гавайської музики, оснастив свою акустичну гітару магнітним звукознімачем, що перетворював вібрацію металевих струн в електричний сигнал. Потім цей сигнал через підсилювач потрапляв у гучномовець і в результаті виходив значно гучніший звук. Але Бішамп виявив, що вібрації корпусу, який увійшов у резонанс, також потрапляли у вихідний сигнал і, підсилюючись, створювали небажаний фідбек. Отже він вирішив, що акустичні властивості є небажаними для електричних інструментів.
Бішамп допоміг розробити резонаторну гітару «добро» й став співзасновником компанії National String Instrument Corporation. Тоді він познайомився з Адольфом Рікенбахером, який був власником компанії з виробництва алюмінієвих резонаторів і латунних корпусів для музичних інструментів. Рікенбахер допоміг Бішампу створити електричну гавайську гітару з алюмінієвим корпусом і грифом. Компанія Rickenbacker Electro випускала ці гітари від 1932 до 1939 року.

## Галерея

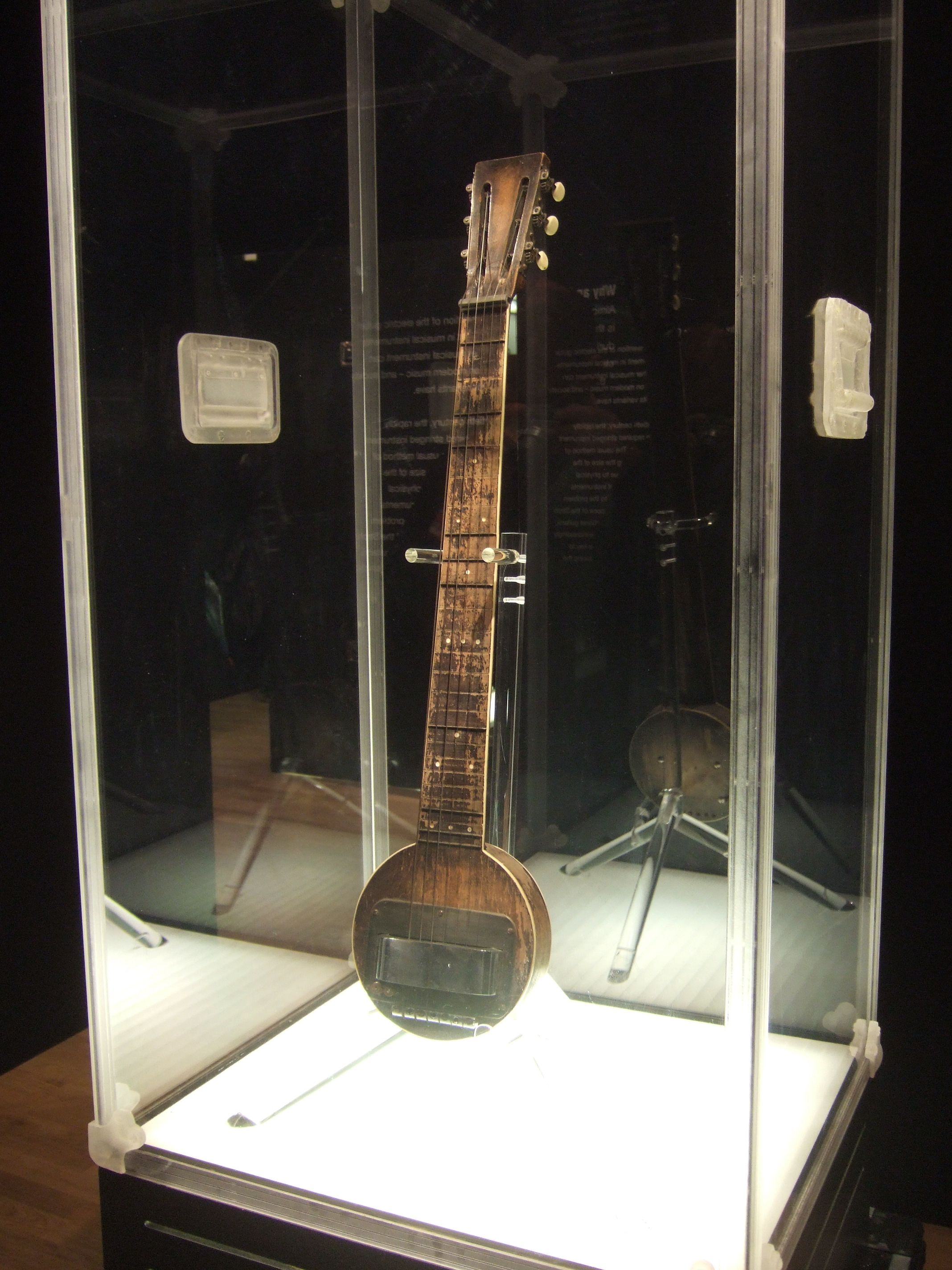
1931 прототип (суцільний шматок деревини клена, 25 ладів)
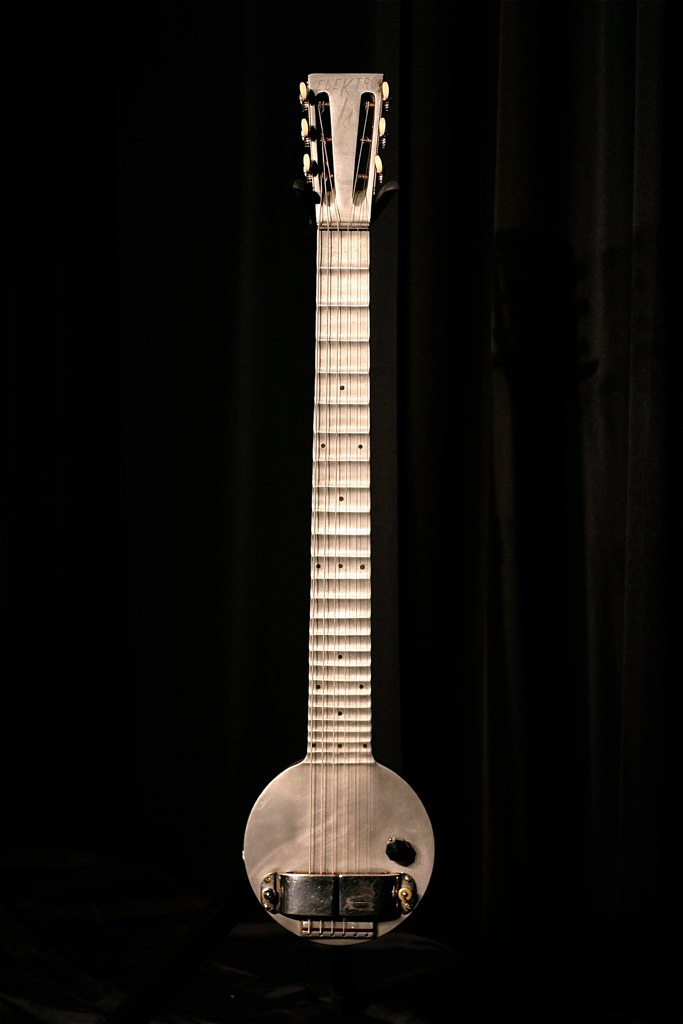
1932 Ro-Pat-In Elektro A25 (суцільний алюмінієвий відливок такого ж розміру, як і прототип)
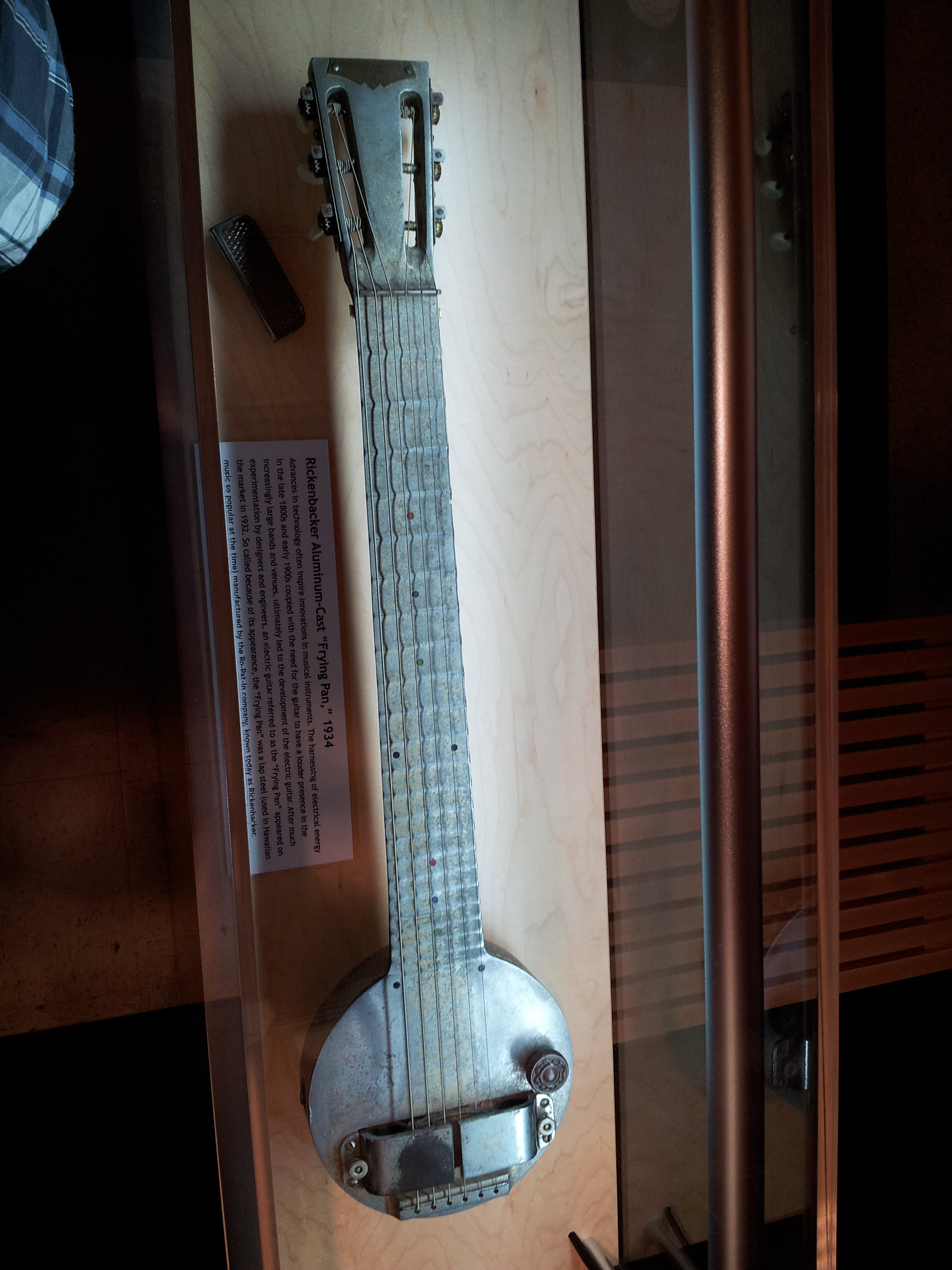
1934 Rickenbacker Electro A22 (23 лади)
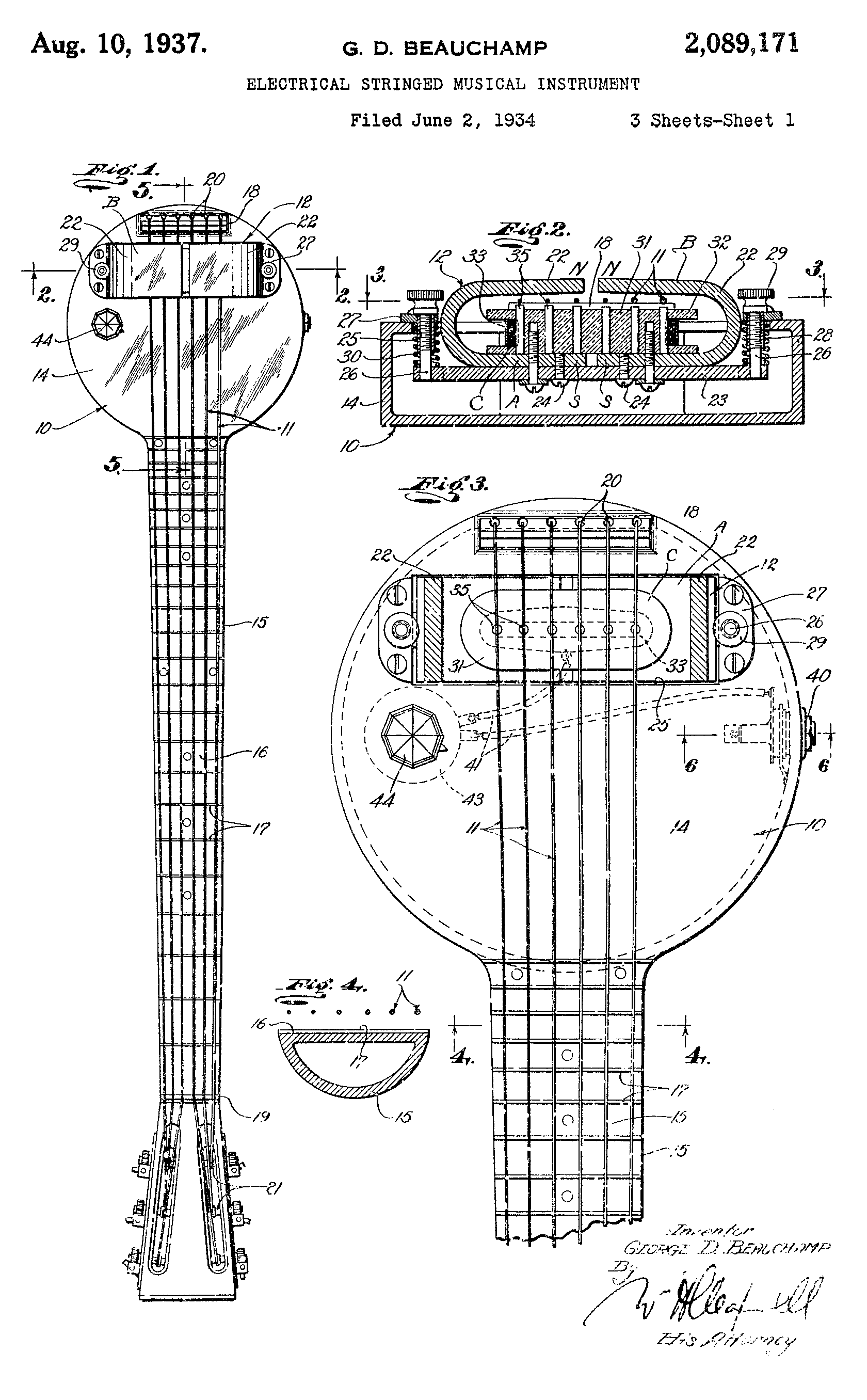
1934 патент U.S. Patent 2 089 171 (надісланий 1934 року, затверджений 1937, 24 лади)